# Ryan Witbooi
Pour les articles homonymes, voir Witbooi.
Ryan Witbooi, né le 7 septembre 1985 à Rehoboth en Namibie, est un joueur de rugby à XV namibien. Il joue avec l'équipe de Namibie depuis 2007, évoluant au poste d'ailier. Il mesure 1,91 m et pèse 92 kg. Il fait partie de la sélection de Namibie sélectionnée pour la coupe du monde 2007 en France.

## Clubs
- 2006-2007 : Western Suburbs  Australie

## Équipe de Namibie
(Au 22 septembre 2007)
- 5 sélections avec l'équipe de Namibie
- 1er test match le 5 juin 2007 contre la Géorgie
- Sélections par année : 5 en 2007.
- Coupe du monde : 
  - 2007 : 3 matchs (Irlande, France, Géorgie)